# Luperina graslini
Luperina graslini är en fjärilsart som beskrevs av Charles Oberthür 1909. Luperina graslini ingår i släktet Luperina och familjen nattflyn. Inga underarter finns listade i Catalogue of Life.